# 卡姆倫島
卡姆倫島（英語：Kamelen Island）是南極洲的島嶼，位於麥克羅伯特森地，處於艾因斯特丁群島西南面6公里，屬於斯坦頓島群的一部分，最高點海拔高度45米，根據挪威探險隊拍攝的空中照片繪入地圖，現時由南極條約體系管理。